# Col Carozin
Le col Carozin est un col de montagne de l'île de La Réunion, département d'outre-mer français dans le Sud-Ouest de l'océan Indien.
Situé dans le cirque naturel de Salazie, sur le territoire de la commune du même nom, il est franchi à environ 890 mètres d'altitude par la route de Grand Îlet entre les îlets de Mare à Vieille Place à l'est et Grand Îlet à l'ouest. Un point de vue aménagé doté d'une table d'orientation permet d'y observer, au-delà de la ravine formée par la rivière des Fleurs jaunes, le piton Bé Massoune au nord-nord-est, le piton Plaine des Fougères au nord-nord-ouest, la Roche Écrite à l'est-nord-est et le Cimandef à l'est.